# Parafia Opieki Matki Bożej i św. Sylwana z Atosu we Fryburgu
Parafia Opieki Matki Bożej i św. Sylwana z Atosu – prawosławna parafia we Fryburgu, wchodząca w skład arcybiskupstwa Szwajcarii (w jurysdykcji patriarchy Konstantynopola).
Parafia jest placówką obsługującą wiernych różnych narodowości, stąd obok podstawowego języka liturgicznego – francuskiego – używane są w niej również języki: grecki, rumuński oraz cerkiewnosłowiański. Parafia posługuje się kalendarzem gregoriańskim.